# Sebastián de León y Zárate
Sebastián de León y Zárate fue Gobernador de la Provincia del Paraguay entre 1649 a 1650.
Fue enviado por la Audiencia de Charcas, restituyó los bienes jesuíticos y el Fray Bernardino de Cárdenas fue expulsado por tercera vez. Fue enjuiciado por su sucesor Andrés Garabito de León, quien lo suplantó en el cargo el 10 de octubre de 1650 y envió a León y Zárate a prisión, donde permaneció hasta su muerte en 1672.
Nacido en Asunción, su abuelo paterno Rodrigo Ortiz de Zárate y Peñaranda era oriundo de Valladolid y un bisabuelo paterno Juan Ortega era oriundo de Medina de Pomar, provincia de Burgos.